# 문화제국주의
문화제국주의(文化帝國主義)는 민족중심주의의 발전 단계로서, 단순히 자문화를 우월하게로만 보는 것을 넘어서 다른 나라에까지 적용시키는 것을 말한다. 과거에는 경제적으로 우위에 있는 선진국의 문화가 후진국의 문화에 지배적인 영향을 미쳐 문화 식민지를 확대하는 것을 의미했다. 요즘에는 문화를 상품으로 판매하기 시작하면서 문화제국주의가 부활하기 시작했다.

## 문화제국주의가 발생한 과정
제2차 세계 대전이 끝난 후 강대국들은 식민지를 모두 잃은 상태가 되었다. 그래서 옛 식민지를 독립국으로 인정하면서 실질적으로는 지배를 할 방법을 찾고 있었는데, 문화 제국주의가 한 방법이 되었다.제2차 세계 대전 이후 새로 독립한 신생국들은 우선 돈이 별로 없었다. 그래서 선진국에게 도움을 청해야 하는 상황이 되었는데 이 도움을 청하는 과정에서 문화가 밀려들어오는 결과가 생겼다.

## 특징
과거에는 문화적 지배가 있었지만, 현재 신자유주의 여파로 다국적 기업을 중심으로 문화적 영향력을 독점하고 있다. 소수의 정보를 생산하는 선진국 체제를 후진국이 일방적으로 받아들이는 것 또한 문화제국주의로 볼 수 있으며, 이것은 미디어를 강조하여 '미디어제국주의'로 부르기도 한다.

### 부정적 효과
약소국의 자국문화가 외래문화에 침탈되고 훼손될 수 있다는 점에서 부정적인 모습을 지녔으며, 문화적 종속으로 선진국과 후진국 사이의 예속 관계가 문제가 되고 있다. 

### 긍정적 효과
인류의 보편주의적인 문화를 생산한다는 데 의미가 있다. 이것이 '세계적인 문화'로 굳어지기도 한다.

## 문화적 침투
주로 서구화에 따른 민족의 정체성 상실과 전통문화의 파괴와 무관심이다.

### 영어
영어는 1900년대에 이르러 미국의 영향력이 커지게 되면서 영향력이 커졌는데, 이에 따라 토착언어가 사라져가고 있다.

### 성탄절
크리스마스는 원래 기독교의 전통행사로 주로 행하여졌지만, 오늘날 대부분의 나라들이 종교를 초월하여 성탄절 행사를 열고 있다.

### 음식
대표적으로 패스트푸드점 맥도날드와 스타벅스 커피를 예로 들 수 있다.

### SNS
트위터, 페이스북등 미국에서 발생한 온갖 현대 디지털 통신 문화등이 세계인들에게 각광받고 있다.

### 아이폰
기존의 휴대전화보다 편리해진 아이폰이라는 스마트폰이 세계인에게 각광받고 있는 것도 들 수 있다.

## 같이 보기
- 미디어제국주의
- 탈아입구
- 천민 자본주의
- 문화 상대주의
- 세계화